# Ashley Mulheron
Ashley Mulheron, est une actrice écossaise.

## Biographie
Elle est née en écosse en 1983. Elle a une sœur Tiffany Mulheron. Elle étudie la comédie à la Central School of Speech and Drama à Londres.

## Filmographie
- 2001 : Ukool
- 2005 : California Dreaming
- 2008 : Nick Cutter et les Portes du temps
- 2009 : Lesbian Vampire Killers
- 2010 : The Bang Bang Club
- 2011 : Kidnap and Ransom
- 2011 : The Task